# Tchórz (województwo mazowieckie)
Tchórz – wieś sołecka w Polsce położona w województwie mazowieckim, w powiecie płockim, w gminie Bielsk.
W latach 1975–1998 miejscowość administracyjnie należała do województwa płockiego.